# 다비드 비스발
다비드 비스발 페레(David Bisbal Ferré, 1979년 6월 5일 ~ )는 다비드 비스발(David Bisbal)라는 이름으로 더 잘 알려진 스페인의 가수이다.